# Silnice II/393
Silnice II/393 je silnice II. třídy v Česku, která spojuje Rapotice a Ivančice. Dosahuje délky 15 km.

## Vedení silnice
Okres Třebíč – Kraj Vysočina
- Rapotice, vyústění z I/23

Okres Brno-venkov – Jihomoravský kraj
- Ketkovice
- Oslavany
- Ivančice, zaústění do II/394